# Драгољуб Антић
Драгољуб П. Антић (Београд, 3. јануар 1953) је српски инжењер електротехнике, магистар техничке физике и публициста на тему српске историје. Пензионисани сарадник Института за нуклеарне науке „Винча“, сада активан у „ЕНЕКОНИТ Центру“ из Београда. Бави се и проучавањем најстарије српске историје, подржавајући теорију српске аутохтонистичке школе, о пореклу Срба.

## Биографија
Одрастао је у Баничини код Смедеревске Паланке. Основну школу и гимназију учио у Баничини и Смедеревској Паланци.
Завршио Електротехнички факултет, универзитета у Београду, одсек Техничка физика, смер Нуклеарна техника 1977. године. Последипломске студије на смеру Физика нуклеарних реактора на истом факултету окончао титулом магистра техничке физике 1985. године.
Запослен од априла 1978. године у Институту за нуклеарне науке “Винча”. Демонстратор (1976—77) и асистент (1978—1980) на катедри за Нуклеарну технику Електротехничког факултета у Београду; директор Лабораторије за нуклеарну енергетику и техничку физику (1990—92), помоћник и заменик директора Центра за нуклеарне технологије и истраживања (НТИ), члан Републичког одбора Синдиката за науку; покретач и председник организационог одбора 6 међународних конференција Југословенског/Српског нуклеарног друштва у периоду од 1996. до 2008. године. Уредио 13 зборника са ових конференција.
Главни и одговорни уредник листа Института за нуклеарне науке “Винча” ИНН ВЕСНИК (од 1993. до 2009. године); главни и одговорни уредник институтског научног часописа „БИЛТЕН Института за нуклеарне науке ВИНЧА“ (од 1996. до 2009. године).
Отишао у пензију новембра 2009. године из Центра за нуклеарне технологије и истраживања (НТИ) Института „Винча“, са звањем истраживач-сарадник и са места помоћника и заменика директора Центра НТИ.
Активан као руководилац „ЕНЕКОНИТ Центра“, удружења за неговање енергетско-еколошке и технолошке свести из Београда. Сарадник Удружења Милутин Миланковић из Београда (био научни секретар конференције и уредник књиге о календарском знању и доприносу Милутина Миланковића у оквиру ове сарадње) и Матице српске дубровачке из Београда (организатор конференције и уредник књиге о Руђеру Бошковићу - претечи модерне науке).

## Подручја научног и стручног рада
- теоријска и експериментална реакторска физика,
- нуклеарна енергетика,
- нуклеарна сигурност, сигурносне анализе и сигурносни извештаји за нуклеарна постројења,
- моделовање утицаја и упоредне анализе индустријских и нуклеарних постројења на околину.

Аутор више од 200 научних и стручних радова из наведених области.

## Додатне области испољавања
1. Изучавање историје југословенског фудбала. Један од два (раније три) члана Међународне федерације фудбалских историчара и статистичара (ИФФХС) из Србије и Црне Горе (од 2002. године). Сачинио до сада најобимнију и најкомплетнију књигу података о историји југословенског фудбала (спремно за штампу, биће штампано када се нађе спонзор). Сарадник на објављеној књизи (2003) о утакмицама југословенске фудбалске репрезентације.

1. Активно изучавање старе историје са гледишта мултидисциплинарног повезивања уобичајених метода у историји са археологијом, лингвистиком, етнологијом, митологијом, природним наукама, климатологијом, историјом технике, палеогеографијом итд. У том смислу је главни интерес примена физичко-техничких анализа за разјашњавање делова старе историје у којима се код званичних ставова историчара јављају нелогичне и контрадикторне чињенице. То се нарочито односи на предантичка времена, тзв. “варварске” делове античког света и тзв. “Велику сеобу народа”.

## Рад на пољу историје
Највећи допринос представљају резултати физичко-техничких анализа, којима се доказује неизводљивост миграција великих размера, а тиме и дисконтинуалних промена цивилизације проузрокованих таквим миграцијама. На основу оваквог приступа дао допринос у систематизацији историје писмености у оквиру општег темељног мултидисциплинарног приступа изучавању порекла и древне историје Срба, као и у детаљнијим изучавања тако засноване историје.
Изабран 25. јуна 2009. године (као први Србин, а 78. страни члан), за редовног члана руске (царске) Петровске академије наука и уметности (ПАНИ) на одељењу „Славјанскаја култура“ (ова академија, обновљена 1991. године у време распада СССР, има око 1000 чланова и око 3000 сарадника, са више од 30 одељења). Члан Редакционог одбора часописа „Славјанскаја правда“ ове академије. На 8. конгресу ПАНИ у Санкт-Петербургу 28—29. септембра 2011. године изабран за члана комисије за упућивање предлога РАН за измену односа према истраживању историје. Аутор више од 50 радова из области историје.

## Дела

### Објављене књиге
- Драгољуб П. Антић: “Континуитет винчанске цивилизације – од могућих хипер¬борејских корена до данас”, Пешић и синови, Београд, 2002.
- Драгољуб П. Антић: “Винчанска Стара Европа и Срби”, Пешић и синови, Београд, 2004.
- Драгољуб П. Антић: “Природно-физичка генеза Срба”, Пешић и синови, Београд, 2007.
- Јован И. Деретић, Драгољуб П. Антић, Слободан М. Јарчевић: “Измишљено досељавање Срба”, Еколошки покрет града Новог Сада, Нови Сад, 2008.
- друго (садржајно) неизмењено издање:Сардонија, Београд, 2009.
- треће, кориговано и допуњено издање: Ганеша клуб – Едиција, Београд, 2012.
- Јован И. Деретић, Драгољуб П. Антић: “Србица”, Сардонија, Београд, 2009.
- Јован И. Деретић, Драгољуб П. Антић: “Историја Срба и Руса – први део”, Сардонија, Београд, 2010.
- Јован И. Деретић, Драгољуб П. Антић: “Историја Срба и Руса – други део”, Сардонија, Београд, 2011.

### Уређене књиге
- “Албанци – Лажни Илири”, зборник, едитори: Михаило Станишић, Јован Деретић, Драгољуб Антић, Пешић и синови, Београд, 2007.
- „Календарско знање и допринос Милутина Миланковића“, Зборник сажетака и програм Прве конференције о науци и делу Милутина Миланковића, Београд 14—15. септембар 2011. године, уредио: Драгољуб П. Антић.  978-86-910617-4-6. Удружење Милутин Миланковић, Београд, 2011.
- „Календарско знање и допринос Милутина Миланковића“, Зборник Прве конференције о науци и делу Милутина Миланковића, Београд 14—15. септембар 2011. године, уредили: Драгољуб Антић, Славко Максимовић, Миодраг Дачић, Надежда Пејовић, Слободан Стојановић.  978-86-910617-5-3. Удружење Милутин Миланковић, Београд, 2012.

### Поглавља у књигама, зборницима, или у часописима
- Драгољуб П. Антић: “Сима Лукин Лазић – Обилић изгубљеног боја са са германском историјском школом”, предговор књизи Сима Лукин Лазић: “Двије оскоруше”. стр. 5-36, Пешић и синови, Београд, 1997.
- Драгољуб П. Антић: “Слике прошлости урезане у језику”, поговор за књигу Душан Вукотић: “Прародитељ европског човека”. стр. 165-178, Пешић и синови, Београд, 2002.
- Драгољуб П. Антић: “Миграциона ширења и гушења винчанске и других подунавских цивилизација и физичка реалност”, поглавље у књизи “Живот је љубав (о Винчанском писму)”. стр. 145-221, Пешић и синови, Београд, 2002.
- Драгољуб П. Антић: “Физичка реалност и изучавање миграција и прапостојбине Словена”, у зборнику “Сунце – старешина словенског рода” са међународне Конференције о словенском наслеђу (Београд, 8—9. септембар 2007. године). стр. 7-12, ЕЕКЦ Сфера, Нови Сад, 2007.
- Драгољуб П. Антић: “Српски погледи на тројанску енигму”, предговор књизи Милутин М. Јаћимовић: “Троја – српске престоница Скадар”. стр. 7-22, Пешић и синови, Београд, 2008.
- Драголюб П. Антич: “Непрерывность культуры и письменности на Балканском полуострове с точки зрения техническо-физических условий”, Материалы Первого международного конгресса “Докириловская славянская письменность” (под общей редакцией профессора В. Н. Скворцова), т. I. стр. 81-100, ЛГУ им. А. С. Пушкина, Санкт Петербург, 2008.
- D. Antich: “The Continuity of Culture and Writing on the Balkan Penninsula from the Point of View of the Physical and Technical Conditions”, Materials of the First International Congress “Pre-Cyrillic Slavic Writing and Pre-Christian Slavic Culture” (onder the general editorship of Professor V. N. Skvortsov), т. I. стр. 79-97, Leningrad State University named for A. S. Pushkin, St. Peterburg, 2008.
- Драгољуб П. Антић: “Сербские взглядына загадку Трои”, предисловие книги Милутин М. Яачимович: “Троја – сербская столица Шкодер”. стр. 5-20, Пешић и синови, Београд, 2009.
- Dragoljub P. Antić: “Le vie della scrittura da Vinča attraverso l'etrusco fino all'attuale cirillico”, Tavola rotonda Scrittura e comunicazione nell’Anno Paolino, Monza, 5 maggio 2009
- Драгољуб П. Антић: “Континуитет митског аријског ратника у лику Милоша Обилића”, Митолошки зборник, к. 21. стр. 225-235, уредник Живојин Андрејић.  978-86-83829-35-4. , Центар за митолошке студије Србије, Рача, 2009.
- Драголюб П. Антич: “Сербы – военная каста в древнем обществе и расширение военных границ и письменности с точки зрения техническо-физических условий”, Материалы Второго международного конгресса “Докириловская славянская письменность” (под общей редакцией профессора В. Н. Скворцова), т. I. стр. 64-75, ЛГУ им. А. С. Пушкина, Санкт Петербург, 2009.
- Драголюб П. Антич: “Естественно-физические рамки общей истории сербов и русских”, Материалы Третьего международного конгресса “Докириловская славянская письменность” (под общей редакцией профессора В. Н. Скворцова), т. II. стр. 15-24, ЛГУ им. А. С. Пушкина, Санкт Петербург, 2010.
- Драгољуб П. Антић: “Календарско знање у археолошким налазима палеолита и неолита”. стр. 158-195 у „Календарско знање и допринос Милутина Миланковића“, уредили: Драгољуб Антић, Славко Максимовић, Миодраг Дачић, Надежда Пејовић, Слободан Стојановић.  978-86-910617-5-3. Удружење Милутин Миланковић, Београд, 2012.
- Драгољуб П. Антић: “Преглед основних карактеристика различитих типова календара”. стр. 294-333 у „Календарско знање и допринос Милутина Миланковића“, уредили: Драгољуб Антић, Славко Максимовић, Миодраг Дачић, Надежда Пејовић, Слободан Стојановић.  978-86-910617-5-3. Удружење Милутин Миланковић, Београд, 2012.
- Драгољуб Антић: “Порекло Индоевропљана”, Глас Сербоне, г. I, бр. 6, (2003). стр. 4-7
- Драгољуб Антић: “Долазак Словена на Балкан? Стварност или заблуда? (предавање на трибини Сербоне 4. октобра 2003. године)”, Глас Сербоне, г. I, бр. 8, (2003). стр. 4-10
- Драгољуб Антић: “Потискивање српске историјске школе и њено оживљавање – I део”, Глас Сербоне, г. II, бр. 11, (2004). стр. 8-12
- Драгољуб Антић: “Потискивање српске историјске школе и њено оживљавање – II део”, Глас Сербоне, г. II, бр. 12, (2004). стр. 15-21
- Драгољуб П. Антић: “Порфирогенит и долазак Срба на Балкан”, Некудим, г. 3, бр. 7, (2004). стр. 5-16
- Драгољуб П. Антић: “Студија о изводљивости сеобе Срба – Порфирогенит и долазак Срба на Балкан са становишта техничко-физичке оновремене реалности”, Екоман, г. 1, бр. 1, (2004). стр. 38-46
- Драголюб Антич: “Было ли «Великое переселение»?”, Старый город, 7 (264), 17. февраля (2005). стр. 3-4
- Драгољуб Антић: “Хипербореја и Срби – I део (предавање на трибини Сербоне 11. априла 2005. године)”, Глас Сербоне, г. III, бр. 15, (2005). стр. 13-17
- Драгољуб Антић: “Хипербореја и Срби – II део (предавање на трибини Сербоне 11. априла 2005. године)”, Глас Сербоне, г. III, бр. 16, (2005). стр. 11-14
- Драгољуб Антић: “Хипербореја и Срби – III део (предавање на трибини Сербоне 11. априла 2005. године)”, Глас Сербоне, г. III, бр. 17, (2005). стр. 10-15
- Драгољуб П. Антић: “Прва Европа”, Некудим, г. 4, бр. 8/9, (2005). стр. 35-54
- Драгољуб П. Антић: “Реална заснованост паралела између Мануовог законика и Законика Цара Душана”, дорађена верзија излагања на промоцији првог српског издања Мануовог Законика, 27. мај 2006. године, Раднички Универзитет Нови Београд, Српски лист (гласник Српског клуба из Београда), 16.7.2006, http://www.srpskilist.net/vesti/manuov-zakonik
- Драгољуб П. Антић: “Ако хоћете да уништите један народ, уништите му историју”, серија Срби су староседеоци Балкана и Паноније (бр. 2), Хвосно, г. XIII, бр. 58, (2008). стр. 29-36.
- Драгољуб П. Антић: “Контроверзе о настанку ћирилице”, округли сто Ћирилица – хлеб наш насушни, Никшић, 5. јун 2009. године, Голија, г. V, бр. 11, (2009). стр. 20-21 (ISSN 1800-587X).
- Драголюб П. Антич: “Генезис и еволуция титулов правителей и имён сословия сербов и русских”, Славянская правда, No. 2. стр. 108-114, 2011.
- Драгољуб Петровић Антић: “Настанак и развој владарских звања и имена сталежа код Срба и Руса”, Славянская правда, No. 2. стр. 114-118, 2011.